# نسارة سفلي (مقاطعة ديواندرة)
نسارة سفلي (بالفارسية: نساره سفلی) هي قرية تقع في منطقة مركزية ريفية في إيران. يقدر عدد سكانها بـ 213 نسمة بحسب إحصاء 2016.